# Isla de estabilidad

Representación tridimensional de la isla de estabilidad.

La isla de estabilidad es un término de la física nuclear que describe la posibilidad de elementos con «números mágicos» particularmente estables de protones y neutrones. Esto permitiría a ciertos isótopos de algunos elementos transuránicos ser mucho más estables que otros.

## Teoría y origen
La idea de la isla de estabilidad fue propuesta por primera vez por Glenn T. Seaborg a fines de los años 1960. La hipótesis se basa en que el núcleo atómico está construido en «capas» de una forma similar a las capas de electrones en los átomos. En ambos casos las capas son solo grupos de niveles energéticos cuánticos que están relativamente cerca de cada uno. Los niveles energéticos de estados cuánticos en dos capas diferentes serán separados por un hueco relativamente grande de energía. Así que cuando el número de neutrones y protones llenen completamente los niveles energéticos de una determinada capa del núcleo, la energía de enlace nuclear por núcleo alcanzará un mínimo local y así esta configuración particular tendrá una vida más longeva que isótopos cercanos que no han completado sus capas.
Una capa llena tendría un «número mágico» de protones y neutrones. Un posible número mágico de neutrones para núcleos esféricos es 184, y algunos de los posibles números de protones coincidentes son 114, 120 y 126, lo que significaría que el isótopo esférico más estable sería el 298Fl, 304Ubn y 310Ubh. De particular interés es 310Ubh, que sería «doblemente mágico», ya que su número de protones (126) y su número de neutrones (184) se cree que son números mágicos, y por lo tanto son más propensos a tener una vida media muy larga.
Investigaciones recientes indican que los núcleos grandes se deforman,[cita requerida] provocando que los números mágicos se desplacen. Actualmente se cree que 270Hs sea un núcleo deformado «doblemente mágico», con números mágicos deformados 108 y 162. No obstante, solamente tiene una vida media de 3,6 segundos.
Los isótopos se produjeron con suficientes protones para instalarlos sobre una isla de estabilidad, pero con muy pocos neutrones para colocarlos sobre las «costas exteriores» de la isla. Es posible que estos elementos posean propiedades químicas inusuales y, si tienen  isótopos con periodos de semidesintegración adecuados, podrían estar disponibles para varias aplicaciones prácticas, como objetivos de aceleradores de partículas y como fuentes de neutrones.

## Períodos de semidesintegración de los elementos más pesados
Todos los elementos con número atómico superior a 82 (plomo) son inestables, y la estabilidad de los elementos —del isótopo conocido con vida media más larga— generalmente disminuye con el aumento de los números atómicos, desde el uranio relativamente estable hasta el elemento más pesado que se conoce: el oganesón. La estabilidad crece muy ligeramente en el rango de elementos 110 a 113, hipotéticamente al principio de la isla de estabilidad. El isótopo de mayor vida observado de los elementos más pesados se muestran en la siguiente tabla:
| Número atómico | Nombre       | Isótopo con vida más larga | Vida media        | Artículo                 |
| -------------- | ------------ | -------------------------- | ----------------- | ------------------------ |
| 100            | Fermio       | 257Fm                      | 101 días          | Isótopos de fermio       |
| 101            | Mendelevio   | 258Md                      | 52 días           | Isótopos de mendelevio   |
| 102            | Nobelio      | 259No                      | 58 minutos        | Isótopos de nobelio      |
| 103            | Lawrencio    | 266Lr                      | ~11 horas         | Isótopos de lawrencio    |
| 104            | Rutherfordio | 267Rf                      | 1,3 horas         | Isótopos de rutherfordio |
| 105            | Dubnio       | 268Db                      | 29 horas          | Isótopos de dubnio       |
| 106            | Seaborgio    | 271Sg                      | 1,9 minutos       | Isótopos de seaborgio    |
| 107            | Bohrio       | 270Bh                      | 61 segundos       | Isótopos de bohrio       |
| 108            | Hassio       | 277mHs                     | ~12 minutos       | Isótopos de hassio       |
| 109            | Meitnerio    | 278Mt                      | 7,6 segundos      | Isótopos de meitnerio    |
| 110            | Darmstatio   | 281Ds                      | 11 segundos       | Isótopos de darmstatio   |
| 111            | Roentgenio   | 281Rg                      | 26 segundos       | Isótopos de roentgenio   |
| 112            | Copernicio   | 285Cn                      | 29 segundos       | Isótopos de copernicio   |
| 113            | Nihonio      | 286Nh                      | 19,6 segundos     | Isótopos de nihonio      |
| 114            | Flerovio     | 289Fl                      | 2,6 segundos      | Isótopos de flerovio     |
| 115            | Moscovio     | 289Mc                      | 220 milisegundos  | Isótopos de moscovio     |
| 116            | Livermorio   | 293Lv                      | 61 milisegundos   | Isótopos de livermorio   |
| 117            | Téneso       | 294Ts                      | 78 milisegundos   | Isótopos de téneso       |
| 118            | Oganesón     | 294Og                      | 0,89 milisegundos | Isótopos de oganesón     |

## Problemas de síntesis
La producción de núcleos en la isla de estabilidad ha demostrado ser muy difícil, debido a que los núcleos disponibles como materias primas no cumplen con la cantidad necesaria de neutrones. Para la síntesis del isótopo 298 del flerovio podría usarse un isótopo de plutonio y uno de calcio, que juntos harían una suma de al menos 298 nucleones; por ejemplo, calcio-50 y plutonio-248. Estos isótopos y los más pesados no se encuentran en cantidades cuantificables, haciendo que la producción sea virtualmente imposible con los métodos actuales. Surge el mismo problema para las otras posibles combinaciones de isótopos necesarias par generar elementos en la isla usando los métodos del blanco-proyectil. Podría ser posible generar el isótopo 298 del flerovio, si las reacciones de transferencia multi-nucleones funcionaran en colisiones de baja energía de núcleos de actínidos.
Una de estas reacciones podría ser:

## Segunda isla hipotética
Recientemente[cita requerida] se manifestó el interés sobre la posibilidad de una segunda isla de estabilidad. Esta idea fue planteada por Yuri Oganessian en la 235.ª reunión nacional de la American Chemical Society. Esta nueva isla tendría su centro alrededor del elemento 164 (unhexcuadio), especialmente el isótopo 482Uhq, con una estabilidad similar a la del flerovio.